# Chrysopilus ludens
Chrysopilus ludens är en tvåvingeart som beskrevs av Friedrich Hermann Loew 1861. Chrysopilus ludens ingår i släktet Chrysopilus och familjen snäppflugor. Inga underarter finns listade i Catalogue of Life.